# Armour of God II: Operation Condor
Armour of God II: Operation Condor (Chinese titel: 飛鷹計劃, Fei ying gai wak) is een Hongkongse martialartsfilm uit 1991. De film is een vervolg op Armour of God, en net als die film geschreven en geregisseerd door Jackie Chan. Chan speelt tevens de hoofdrol in de film.
Net als de vorige film toont Armour of God II veel gelijkenissen met de Indiana Jonesfilms.

## Verhaal
Jackie, nu een geheim agent met de codenaam "Condor", krijgt de taak om een lading verloren nazigoud terug te vinden. Hij werkt samen met Ada, een vertegenwoordiger van de Verenigde Naties, en Elsa, de kleindochter van een nazi-officier die af wist van het goud.
Het trio reist af naar Noord-Afrika, waar het goud in een ondergrondse basis verborgen zou zijn. Ze worden tegengewerkt door schatzoekers die ook op het goud uit zijn, en de laatste nog levende nazi uit het gebied.

## Cast
| Acteur               | Personage               | Opmerkingen      |
| -------------------- | ----------------------- | ---------------- |
| Jackie Chan          | Jackie / Condor         |                  |
| Carol Cheng          | Ada                     |                  |
| Eva Cobo             | Elsa                    |                  |
| Shôko Ikeda          | Momoko                  |                  |
| Daniel Mintz         | Amon                    |                  |
| Aldo Sambrell        | Adolf                   | als Aldo Sánchez |
| Ken Goodman          | Adolfs wachter          |                  |
| Steve Tartalia       | Adolfs wachter          |                  |
| Lyn Percival         | Adolfs wachter          |                  |
| Bruce Fontaine       | Adolfs wachter          |                  |
| Wayne Archer         | Adolfs wachter          |                  |
| Brandon Charles      | Adolfs wachter          |                  |
| Ken Lo               | Adolfs wachter          |                  |
| Peter Klimenko       | Adolfs wachter          |                  |
| Christian Perrochaud | Adolfs wachter          |                  |
| Bozidar Smiljanic    | Duke Scapio             |                  |
| Mark King            | Dukes wachter           |                  |
| Bryan Baker          | Dukes wachter           |                  |
| Jonathan Isgar       | Tasza                   |                  |
| Charles Yeomans      | Man met gestolen kleren |                  |

## Achtergrond
De film werd grotendeels opgenomen in Ouarzazate, Marrakesh en Madrid.
De film werd aanvankelijk alleen in Hongkong uitgebracht, met een Kantonese soundtrack. Pas zes jaar later, in 1997, werd een internationale versie uitgebracht met Engelstalige soundtrack. Omdat de film in Amerika eerder werd uitgebracht dan zijn voorganger, kreeg de film daar de titel Operation Condor. De eerste film kreeg bij uitkomst de titel Operation Condor II.
Volgens Chans biografie kostte de film 115 miljoen Hongkongse dollars om te maken, ofwel 15 miljoen Amerikaanse dollars. Daarmee was het destijds de duurste Hongkongse film aller tijden.

## Prijzen en nominaties
In 1992 werd Armour of God II: Operation Condor net als zijn voorganger genomineerd voor een Hong Kong Film Award in de categorie beste actie choreografie. Maar ook deze film won de prijs niet.